# Trotzdem Verlag
Der Trotzdem-Verlag ist ein Kleinverlag, der 1978 von Wolfgang Haug und anderen gegründet wurde. Seit 2001  wird er in der Rechtsform einer Genossenschaft geführt. Sein Geschäftssitz ist Frankfurt am Main. Zum Verlagsprogramm gehört überwiegend anarchistische Literatur. Von Mai 1980 bis Juli 2004 war der Verlag der Herausgeber der anarchistischen Zeitschrift Schwarzer Faden.

## Geschichte
Der Verlag wurde nach Vorarbeiten im Internationalen Institut für Sozialgeschichte (IISG) Amsterdam und aufgrund zahlreicher Diskussionen in sogenannten Berufsperspektive-AKs der Universität Tübingen als Alternativprojekt 1978 in Reutlingen (Baden-Württemberg) unter prägendem Einfluss des damals dort ansässigen Wolfgang Haug gegründet. Ziel des anarchistischen Projekts war es, „in der damaligen BRD zum Erhalt und zur Weiterentwicklung einer lebendigen und radikalen linken Kultur beizutragen“. Die Namenswahl „trotzdem“ nahm Bezug auf die gesellschaftliche und politische Atmosphäre nach dem Deutschen Herbst.
Von Anfang an verstand sich der Verlag als ein Projekt der Gegenöffentlichkeit und als Teil der Alternativbewegung. Er war Teil der Anares Föderation anarchistischer Vertriebe. Schwerpunkte sollten Publikationen zu den Themen: Selbstorganisation, Selbstverwaltung, Kultur von unten, widerständige Geschichte und Theorie sowie aktuelle Entwicklungen des Anarchismus sein. Ab Mai 1980 wurde im Trotzdem-Verlag die anarchistische Zeitschrift Schwarzer Faden herausgegeben.
Der Verlag konnte noch eine aktive Zusammenarbeit mit Altgenossen wie Augustin Souchy, Clara Thalmann oder dem Emigrantenkreis um die Zeitschrift Dinge Der Zeit verwirklichen. Die 1990er Jahre waren geprägt von Übersetzungen der US-Autoren Murray Bookchin, Noam Chomsky oder Janet Biehl. Mitarbeiter des Verlags wurden in Konferenzen (u. a. Internationales Anarchistentreffen 1984 in Venedig, Konferenz zum Libertären Kommunalismus in Lissabon 1998) und Jahrestreffen (Kronstadt-Kongress in Berlin, FLI – Forum für Libertäre Informationen; Libertäre Tage in Frankfurt etc.) aktiv. 1993 übernahm der Verlag den Bestand des Bremer Impuls-Verlags, unter anderem Titel von Michel Foucault und Victor Serge. 1995 stieß die seit 1947 publizierte Emigrantenzeitschrift Dinge der Zeit zum Verlag.
2001 wurde der bisherige Trotzdem-Verlag zusammen mit 120 Mitgliedern in eine Genossenschaft überführt. Mitbegründer war Wolfgang Haug, der auch von 2001 bis 2003 Vorstandsmitglied blieb, sich dann aber zurückzog. Geschäftsführer ist nun Dieter Schmidt. Der Verlagssitz befindet sich derzeit in Frankfurt am Main. Seit Juni 2007 kooperiert Trotzdem mit dem Alibri Verlag. Neuerscheinungen werden unter dem Label Trotzdem bei Alibri veröffentlicht.

## Struktur
Der Verlag versteht seine Arbeitsstruktur als eine bewusst politische anarchistische Genossenschaft. Die Mitglieder erhalten zudem 30 Prozent Rabatt auf den Erwerb der Publikationen. Einmal jährlich finden öffentliche Genossenschaftssitzungen statt, zu denen alle Mitglieder eingeladen werden und Neuinteressierte willkommen sind. Ort ist bislang meist Club Voltaire in Frankfurt. Die Trotzdem Verlagsgenossenschaft arbeitet eng mit dem Alibri-Verlag zusammen. Der Verlag ist angeschlossen an die aLiVe-Verlagsauslieferung linker Verlage.

## Programm
Der Trotzdem-Verlag führt ein Verlagsprogramm zu anarchistischer und libertärer Literatur:
- Klassische anarchistische Theorie u. a. Michail Bakunin (Gott und der Staat), Peter Kropotkin (Anarchismus, Gegenseitige Hilfe in der Tier- und Menschenwelt, Eroberung des Brotes), Alexander Berkman: ABC des Anarchismus
- Anarchistische Geschichte u. a. Bücher zum spanischen Bürgerkrieg, von Augustin Souchy, Gottfried Mergner / Thomas Kleinspehn, Clara und Paul Thalmann, Heinz Auweder / Michael Schumann, Walter G. Krivitsky; über Gustav Landauer von Siegbert Wolf; über Anarchistische Zeitschriften von Holger Jenrich, Arno Maierbrugger; über Peter Kropotkin (Bibliografie) von Heinz Hug; über Sozialismus, Moskauer Prozesse von Victor Serge, Arbeiteropposition von Maurice Brinton, über die Französische Revolution von Peter Kropotkin
- Klassische sozialistische Theorie u. a. Paul Lafargue (Recht auf Faulheit), William Morris (Kunde von Nirgendwo), Johann Most (4 Bände Artikel aus seiner sozialdemokratischen Zeit in Deutschland)
- libertäre Pädagogik von Ulrich Klemm, Heribert Baumann, Leo Tolstoi, Hans-Ulrich Grunder, über die Jugendzentrumsbewegung von Galerie Zelle, Friederike Kamann / Eberhard Kögel
- Comics und Kinderbücher von Peter Reichelt
- aktuelle libertäre Theorie und Gesellschaftskritik u. a. Murray Bookchin, Janet Biehl, Rolf Cantzen, Noam Chomsky, Michael Wilk, Wolfgang Haug, Herby Sachs, Michael Albert, Takis Fotopoulos, Autonome A.F.R.I.K.A.-Gruppe, Thomas Pflüger, BUKO, Marc Amann, Connection e. V., Uri Avnery
- Belletristik u. a. Hellmut G. Haasis, Peter-Paul Zahl, Jens Bjørneboe, Victor Serge, Erich Mühsam
- die Reihe Libertäre Wissenschaft: Münchner Räterepublik von Michael Seligmann, über die Diggers von Gernot Lennert, über die Freie Arbeiter Union (FAUD) von Dieter Nelles, Ulrich Klan,
- die Reihe Französische Philosophie (Lyotard, Michel Foucault), Zeitschrift Theatrum Machinarum
- Lateinamerika: Operacion Principe von Bonasso u. a.; Ojala von Herby Sachs/Rigoberta Menchu
- seit 1980 die Zeitschrift Schwarzer Faden, dessen letzte Ausgabe (Nummer 77) 2004 erschien.
- seit 1992 Übernahme der Emigrantenzeitschrift Dinge Der Zeit, deren letzte Ausgabe nach 50-jährigem Bestehen im August 1997 erschien.